# Psittinus abbotti
Vẹt Simeulue (Danh pháp khoa học: Psittinus abbotti) là một loài vẹt thuộc họ Psittacidae, chúng là loài đặc hữu cho hai hòn đảo nhỏ ngoài khơi quần đảo Sumatra của Indonesia. Nó từng được coi là một phân loài của vẹt xanh (Psittinus cyanurus) nhưng nay đã được tách ra và công nhận là một loài riêng biệt.

## Mô tả
Vẹt Simeulue là một con chim có kích thước cỡ nhỏ, ngắn, đuôi dài, dày khoảng 19 cm. Nó có ngoài hình tổng thể với màu xanh lá cây tươi, trong đó những con trống trưởng thành được điểm tô bởi cái mặt xanh với cáo mào xanh lá cây và lông cổ màu đen. Nó khác với chim vẹt râu màu xanh với kích thước lớn hơn, thiếu lớp phủ và lưng màu xám, thiếu viền xanh, màu xanh lá cây thay vì màu nâu đầu ở màu nâu và màu xanh đầu của con trống.

## Tình trạng
Tình hình phân bố và bảo tồn của loài này được giới hạn ở các hòn đảo Simeulue và Siumat ở phía tây bắc Sumatra. Ước tính tổng số cá thể không rõ ràng, được ước tính đạt từ 5.000 đến 47.000 con. Mặc dù không có dấu hiệu giảm dân số hiện tại, nhưng con vẹt Simeulue đã bị phân loại gần như bị đe doạ bởi IUCN do sự phân bố giới hạn và hiện tại đến tương lai sẽ bị mất môi trường sống do khai thác mỏ và nông nghiệp.